# Brachys cordieri
Brachys cordieri es una especie de escarabajo barrenador metálico del género Brachys, categorizada en la tribu Trachyini, de la subfamilia Agrilinae.

## Taxonomía
Fue descrita científicamente por Obenberger en 1924.
Tratamiento taxonómico
La especie aparece registrada y publicada en De Buprestidarum speciebus novis (Diagnoses praeliminares). Nové druhy ?eledi krascç. Acta Entomologica Musaei Nationalis Pragae 2:93-115. (1924).